# Cyprus Airways
Cyprus Airways (грец. Κυπριακές Αερογραμμές) — головна авіакомпанія Кіпру, яка базується в міжнародному аеропорту Ларнаки. Розпочала свою діяльність 1 червня 2017 року.

## Історія
Cyprus Airways відновила діяльність у 2016 році після отримання прав на використання торгової марки Cyprus Airways. Логотип авіакомпанії містить оливкову гілку, головний символ Кіпру. 4 березня 2017 року авіакомпанія здійснила тестовий політ з аеропорту Ларнаки до аеропорту Іракліона на літаку Airbus A319-100 в рамках процедури отримання сертифікату. 14 березня 2017 року було оголошено, що авіакомпанія отримала сертифікат оператора від Кіпрського департаменту цивільної авіації, що ознаменувало початок комерційних послуг для авіакомпанії.
З того часу 900 000 пасажирів подорожували на Кіпр і з Кіпру Cyprus Airways. Лише у 2019 році Cyprus Airways перевезла 400 000 мандрівників.

## Напрямки
Станом на липень 2022 року Cyprus Airways обслуговує такі напрямки:
| Країна                | Місто        | Аеропорт        | Примітки | посилання |
| --------------------- | ------------ | --------------- | -------- | --------- |
| Вірменія              | Єреван       | Єреван          |          |           |
| Азербайджан           | Баку         | Баку            |          |           |
| Кіпр                  | Ларнака      | Ларнака         | Хаб      |           |
| Єгипет                | Каїр         | Каїр            |          |           |
| Франція               | Лілль        | Лілль           |          |           |
| Греція                | Афіни        | Афіни           |          |           |
| Греція                | Актіо-Вониця | Актіон          |          |           |
| Греція                | Іракліон     | Іракліон        |          |           |
| Греція                | Міконос      | Міконос         |          |           |
| Греція                | Родос        | Родос           |          |           |
| Греція                | Санторіні    | Санторіні       |          |           |
| Греція                | Скіатос      | Скіатос         |          |           |
| Греція                | Салоніки     | Салоніки        |          |           |
| Ізраїль               | Тель-Авів    | Тель-Авів       |          |           |
| Італія                | Неаполь      | Неаполь         |          |           |
| Латвія                | Рига         | Рига            |          |           |
| Ліван                 | Бейрут       | Бейрут          |          |           |
| Норвегія              | Осло         | Осло-Гардермуен |          |           |
| Саудівська Аравія     | Джидда       | Джидда          |          |           |
| Об'єднане Королівство | Лондон       | Лондон-Гітроу   |          |           |

### Кодшерингові угоди
Cyprus Airlines має кодшерингові угоди з такими авіакомпаніями:
- airBaltic
- Blue Air[6]
- Bulgaria Air[7]
- Qatar Airways[8]
- S7 Airlines[9]

Cyprus Airlines також має інтерлайн-угоду зі Sky Express

## Флот

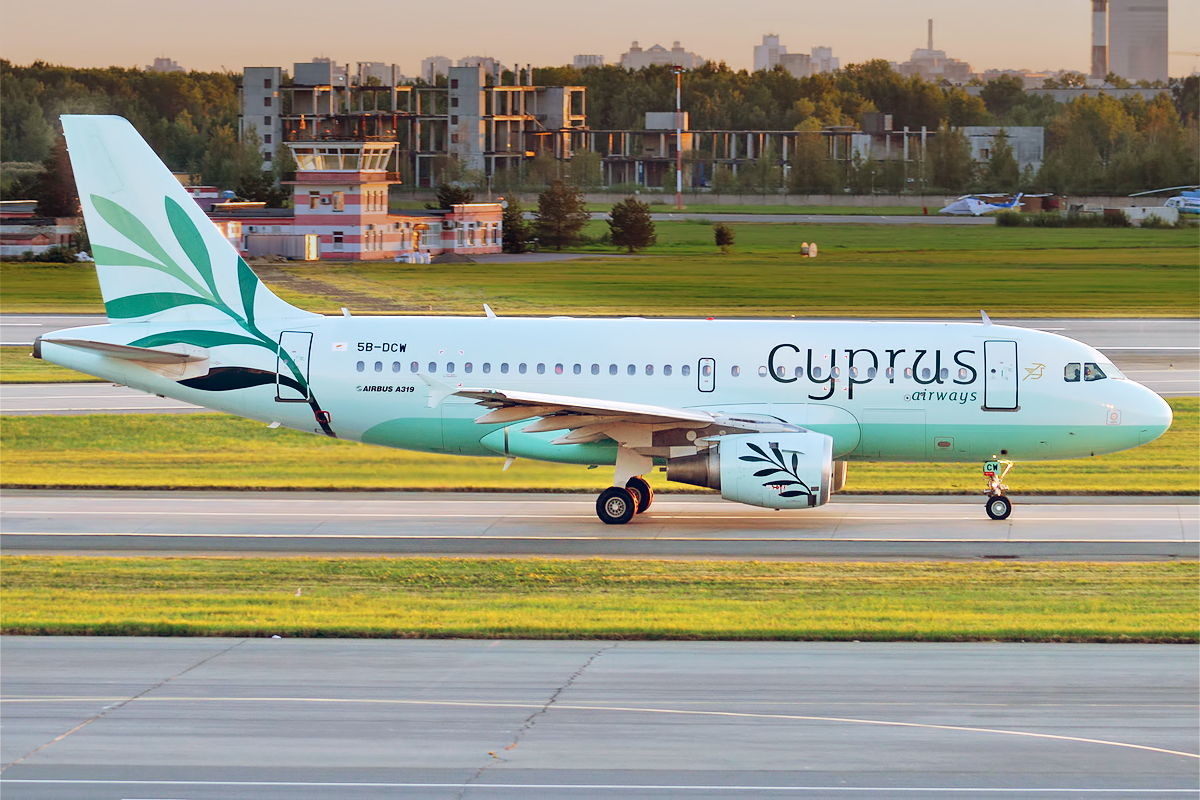
Airbus A319-100 Cyprus Airways

Станом на червень 2022 року флот Cyprus Airways складається з таких літаків: